# Pieter Boel

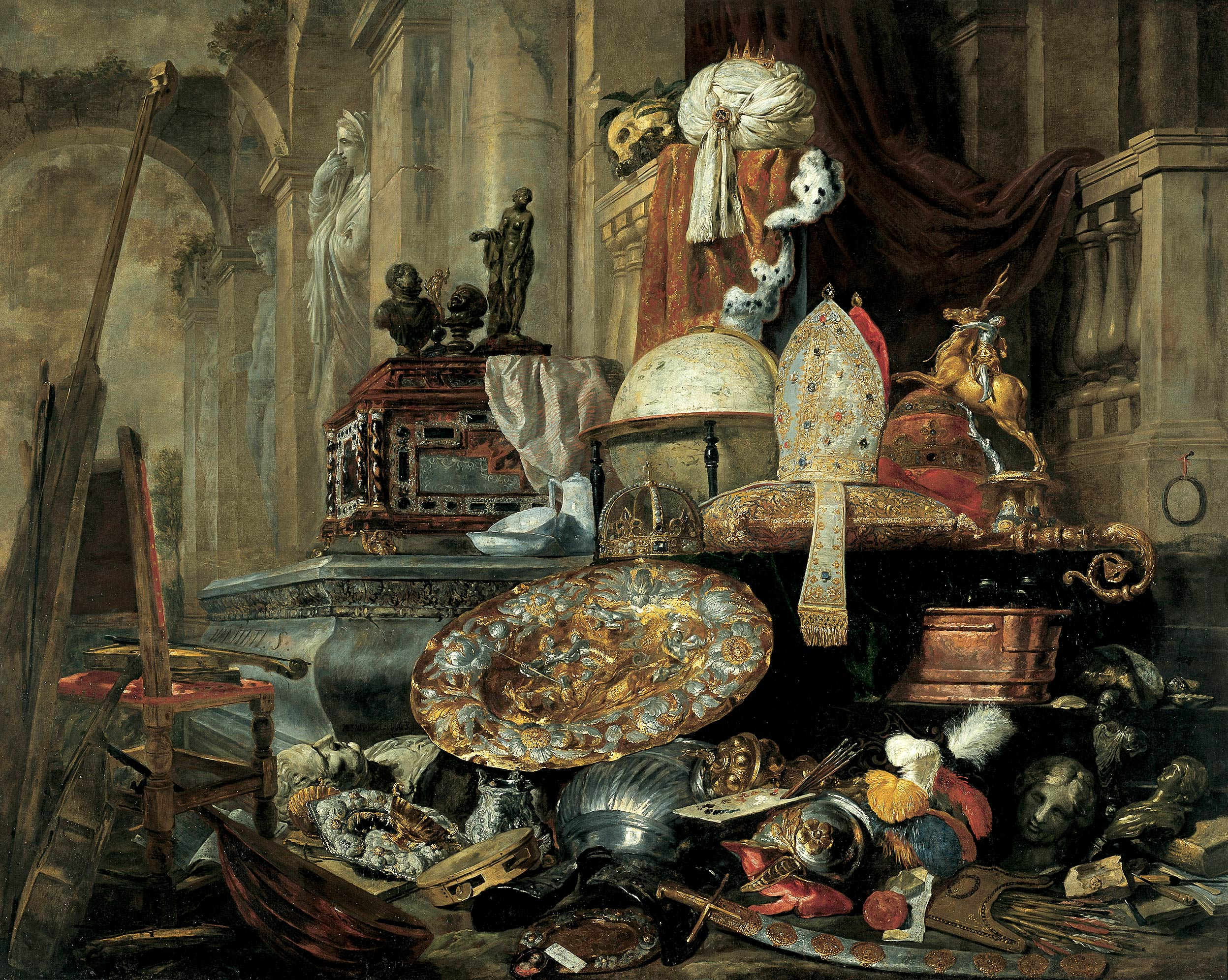
Alegoría de las vanidades del mundo, óleo sobre lienzo (207 x 260 cm), Palais des Beaux-Arts de Lille.

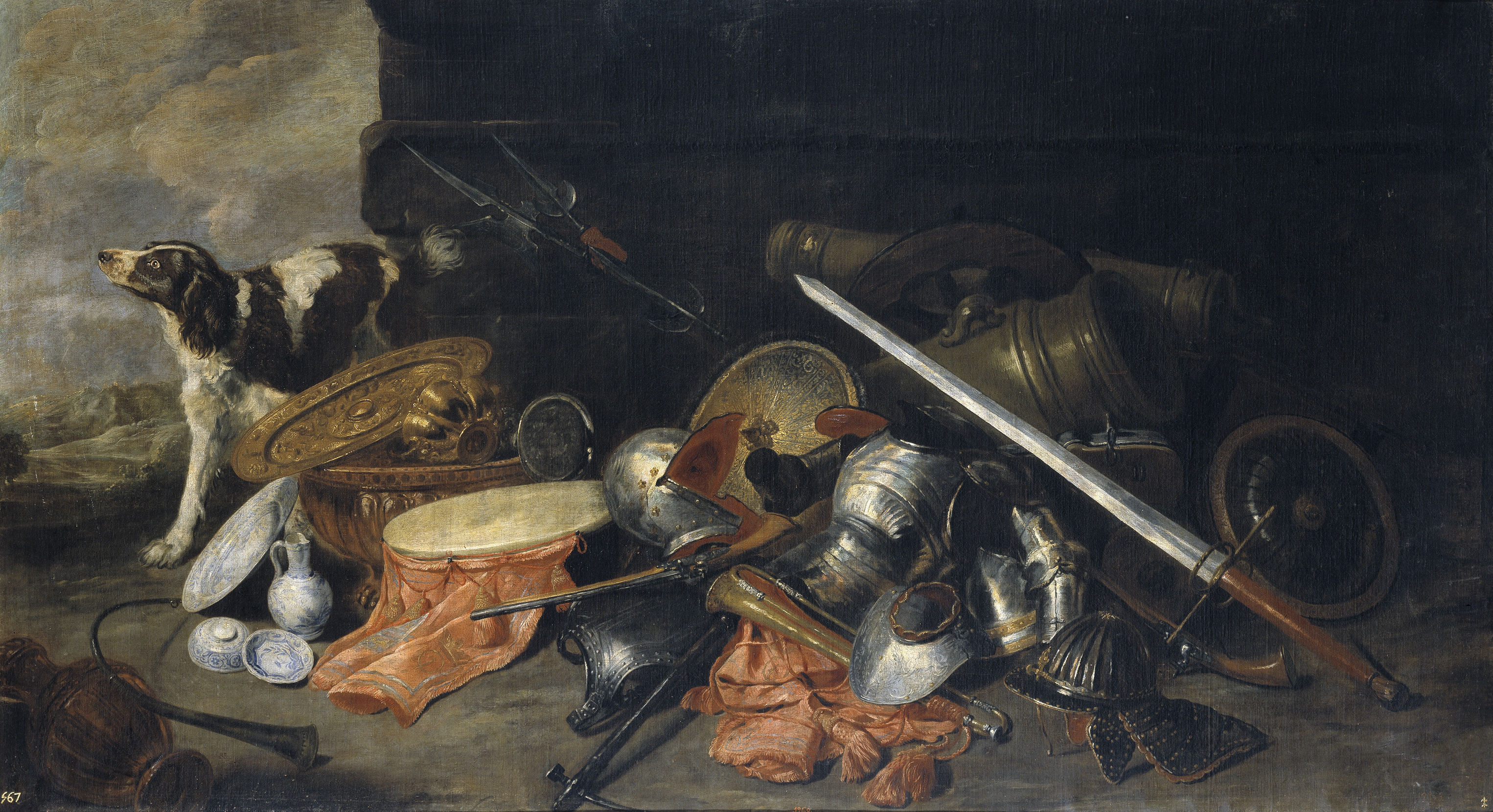
Armas y pertrechos de guerra, óleo sobre lienzo, 169 x 313 cm, Madrid, Museo del Prado.

Pieter Boel (Amberes, 1622 - París, 1674) fue un ilustrador, grabador y pintor barroco flamenco especializado en la pintura de animales, escenas de caza y naturalezas muertas.
Hijo del grabador Jan Boel, fue bautizado Amberes el 10 de octubre de 1622. Formado en la pintura con Jan Fyt, viajó tempranamente a Italia, donde se le encuentra documentado en Génova entre 1647 y 1649. De regreso a Amberes, en 1650 fue admitido como maestro en el gremio de San Lucas. Hacia 1669 se trasladó a París donde trabajó a las órdenes de Charles Le Brun (1619-1690) en las tapicerías reales, para las que ejecutó un número importante de dibujos de animales, muchos actualmente conservados en el Museo del Louvre, incorporados a los cartones que servían de modelo para los tapices destinados a la corte de Luis XIV.
Su especialidad animalística le llevó a colaborar ocasionalmente con otros pintores, como Jacob Jordaens o Erasmus Quellinus II. En sus bodegones, en los que es manifiesta la influencia de Jan Fyt, incorpora piezas de caza y ricos objetos de alto valor decorativo. Entre ellos cabe destacar algunos conservados en el Museo del Prado, como Caza y perros y Armas y pertrechos de guerra. La Real Academia de Bellas Artes de San Fernando en su colección cuenta con tres obras atribuidas a Boel, dos de ellas procedentes de la colección del Príncipe Pío y otra de la colección de Godoy. Por otra parte el  Museo Lázaro Galdiano atesora Naturaleza muerta con una escena de caza.
Falleció en París en 1674.